# 安息香酸ナトリウム
安息香酸ナトリウム（あんそくこうさんナトリウム、英：sodium benzoate 化学式C6H5COONa）は、広く使用されている酸型保存料の一種であり、E番号はE211。安息香酸のナトリウム塩であり、水に溶解するとこの形で存在する。水酸化ナトリウムを安息香酸と反応させることで製造可能である。

## 製造
安息香酸ナトリウムは安息香酸の中和によって生成する。
{\displaystyle {\ce {C6H5COOH + NaOH -> C6H5COONa + H2O}}}
また、工業的にはトルエンの酸素による部分酸化によって生産される。

## 自然発生
安息香酸、安息香酸ナトリウムのような塩、およびそのエステルは、多くの自然の食品に含まれる。
果物や野菜、特にクランベリーやビルベリーなどのベリー類に豊富で、その他の供給源として、エビなどのシーフードや牛乳、チーズ、ヨーグルトなどの乳製品がある。

## 用途

### 防腐剤
安息香酸ナトリウムは保存料であり、E番号はE211である。サラダドレッシング(酢酸など)、炭酸飲料(炭酸)、ジャムやフルーツジュース(クエン酸)、漬物(酢酸)、調味料、冷凍ヨーグルトトッピングなどの酸性食品に最も広く使用されている。医薬品や化粧品の防腐剤としても使用されている。これらの条件下では静菌及び殺菌性のある安息香酸(E210) に変換される。安息香酸は、一般に溶解度が小さいため直接使用されない。食品保存料としての濃度は、米国FDAによって重量0.1%に制限されている。アメリカ飼料検査官協会に従って、安息香酸ナトリウムは、最大0.1%で動物性食品添加物として許可されている。イギリスではソフトドリンクの大部分で、安息香酸ナトリウムがソルビン酸カリウムに置き換えられている。

### 医薬品
安息香酸ナトリウムは、アミノ酸に結合する能力を利用して尿素回路異常症の治療薬として使用されている。使用することで、これらのアミノ酸の排泄およびアンモニア濃度の低下につながる。最近の研究では、安息香酸ナトリウムは、統合失調症のアドオン療法(1グラム/日)として有益である可能性があるとされている。服用によって、統合失調症における陽性および陰性症候群の総スコアが、プラセボと比較して21%減少した。

安息香酸ナトリウムは、フェニル酪酸と共に、高アンモニア血症の治療に使用される。

安息香酸ナトリウムは、カフェインと共に、硬膜穿刺後の頭痛、麻薬の過剰投与に伴う呼吸抑制、および血管性頭痛を治療するためのエルゴタミンを除去するために使用される。

### その他の用途
安息香酸ナトリウムは、花火におけるホイッスルミックス（チューブ内に圧縮充填し、発火した際に口笛のような音を発する粉末）に用いられる。

## 食品保存のメカニズム
この機構は、細胞内への安息香酸の吸収から始まる。それによって、細胞内pHが5以下に低下すると、ホスホフルクトキナーゼを介したグルコースの嫌気性発酵が急激に減少し、食品の腐敗を引き起こす微生物の増殖と生存を阻害する。

## 健康と安全

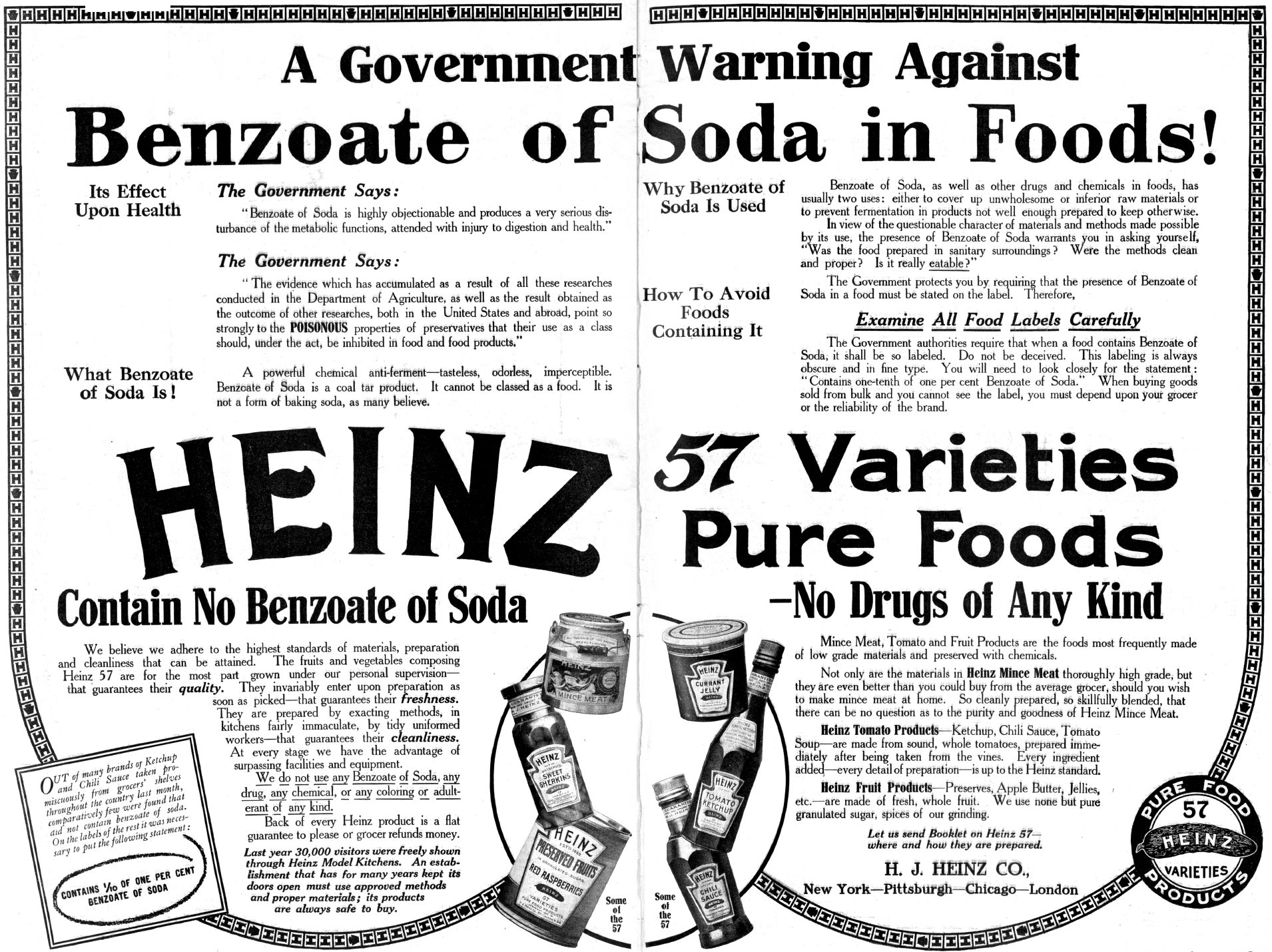
1909年安息香酸ナトリウムに対するハインツの広告

米国では、安息香酸ナトリウムは、米国食品医薬品局によって一般的に安全(GRAS)として認識されるように指定されている。化学安全に関する国際プログラムでは、1日当たり体重647~825mg/kgの用量ではヒトに悪影響を及ぼさないとした。

猫はラットやマウスよりも安息香酸とその塩に対する耐性が著しく低い。

人体では、グリシンと反応させてヒブリン酸を形成し、次に排泄することによって、安息香酸ナトリウムを急速に除去している。この代謝経路は、ブチレートCoAリガーゼによる安息香酸塩を中間生成物に変換することで始まり、その後グリシンN-アシルトランスビセラーゼによってヒブリン酸に代謝される。

### 清涼飲料中のベンゼンとの関連
アスコルビン酸(ビタミンC、E300)との反応により、安息香酸ナトリウムおよび安息香酸カリウムからベンゼンが生成されることがある。2006年、米国食品医薬品局は、アスコルビン酸と安息香酸塩の両方を含む、米国で入手可能な飲料100種を試験した。そのうち4つには、飲料水に対して環境保護庁によって設定された5ppbの最大汚染物質レベルを上回る濃度でベンゼンが含まれていた。制限を超えた試験結果が出た飲料のほとんどは再製剤化され、その後は安全限界を下回った試験結果が出た。熱、光、および貯蔵期間によって、飲料中でベンゼンが形成される速度が増加しうる。

### 多動性
英国食品規格庁(FSA)のために2007年に発表された研究では、安息香酸ナトリウムと反応させた特定の人工色素が多動行動に関連している可能性があることを示している。結果は安息香酸ナトリウムの性質と矛盾していたので、FSAはさらなる研究を推奨した。食品規格庁は、多動行動の観察の増加は、実際には安息香酸ナトリウムよりも人工色素に関連する可能性が高いと結論付けた。この報告書の著者であるサウサンプトン大学のジム・スティーブンソンは、「この結果は、人工食品の色と安息香酸ナトリウム防腐剤の特定の混合物の消費が小児の多動行動の増加に関連していることを示唆している。他にも多くの影響が働いているが、これは少なくとも子供が避けることができるものである。」とした。

## 公定書の状態
- 英国薬局方（英語版） [31][32][33]
- 欧州薬局方（英語版）[31]
- 食品化学コーデックス（英語版）[31]
- 日本薬局方[34]
- 米国薬局方（英語版）[35]